# ماكسيم كوال
ماكسيم كوال هو لاعب كرة قدم كندي في مركز الوسط، ولد في 4 يونيو 1991 في ميسيساغا في كندا. لعب مع ويدزي لودز.

## وصلات خارجية
- ماكسيم كوال على موقع قاعدة بيانات كرة القدم.إي يو (الإنجليزية)
- ماكسيم كوال على موقع Soccerway.com (الإنجليزية)